# Klaus Meyer zu Uptrup

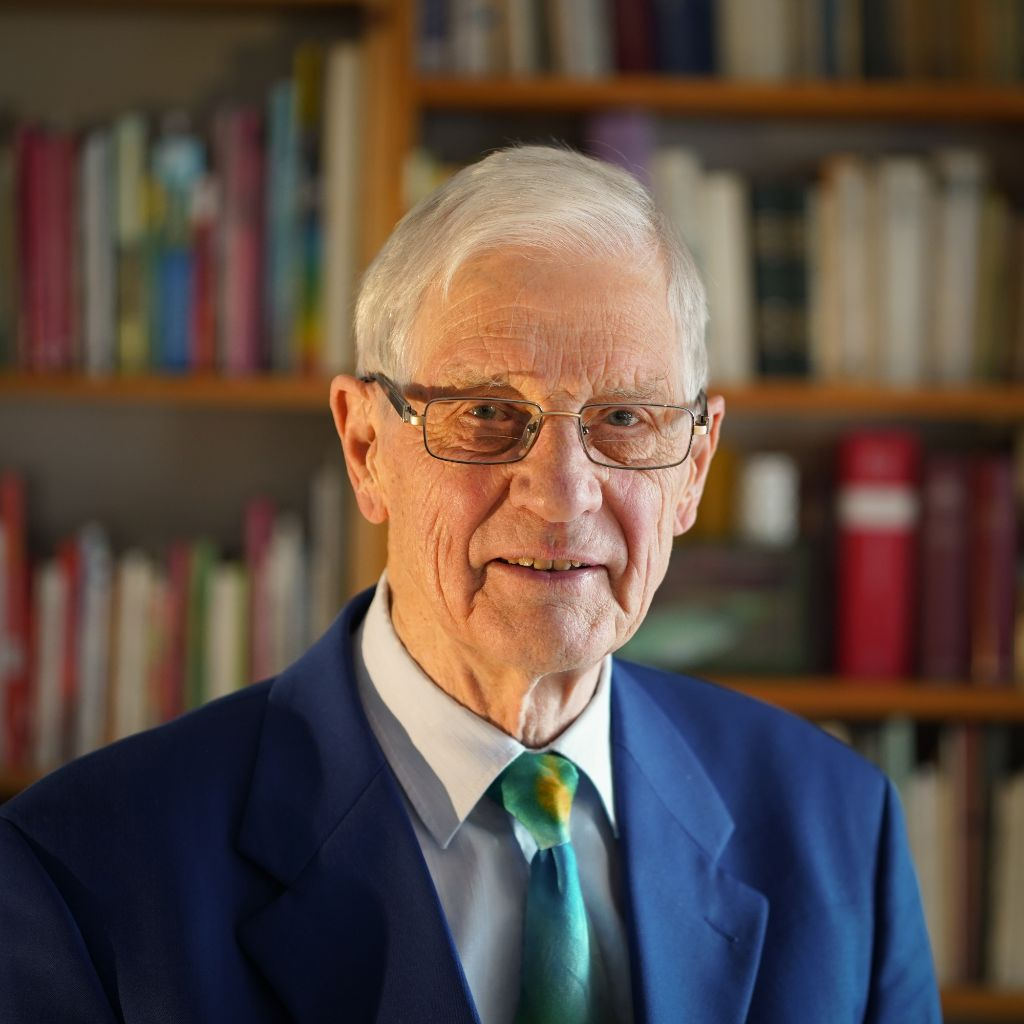
Klaus Meyer zu Uptrup (2022)

Klaus Meyer zu Uptrup (* 9. März 1934 in Gadderbaum, heute Stadtbezirk von Bielefeld) ist ein deutscher evangelischer Theologe und Autor.

## Schulbildung und Studium
Nach dem Besuch des Humanistischen Gymnasiums Marianum in Warburg, wo er 1954 die Reifeprüfung ablegte, studierte
Meyer zu Uptrup Evangelische Theologie an der Philipps-Universität Marburg und an der Ruprecht-Karls-Universität Heidelberg. Dort promovierte er 1960 bei Hans von Campenhausen mit der Dissertation Die anthropologischen Begriffe im exegetischen Werk des Ambrosiaster zum Doktor der Theologie. Das erste kirchliche Examen legte er 1960 bei der Evangelischen Landeskirche von Westfalen in Bielefeld ab.

## Berufliche Tätigkeit in der evangelischen Kirche
Nach dem zweiten Examen 1963 arbeitete Meyer zu Uptrup im kirchlichen Dienst an Höheren Schulen in Berchum bei Hagen.
1966 wechselte er in den Dienst der Evangelischen Landeskirche von Württemberg, zunächst als Religionslehrer am Gymnasium in Ebingen, später als Dozent am Pädagogisch-Theologischen Zentrum in Stuttgart mit den Schwerpunkten pädagogische Vikarausbildung und Pfarrerfortbildung zum Konfirmandenunterricht. Er gab Kurse für Pfarrer und Religionslehrer in Meditation und Liturgie bei den „Dominikanerschwestern auf dem Lande“ im Schloss Le Thil bei Taizé und in Versailles bei den Diaconesses de Reuilly.

## Lehrtätigkeit an der Universität Heidelberg
1973 habilitierte sich Meyer zu Uptrup im Fach Praktische Theologie in Heidelberg. In seiner kirchlichen Arbeit war er während der Semester einen Wochentag freigestellt, um seinen Lehrverpflichtungen als Privatdozent, seit 1980 als außerplanmäßiger Professor an der Universität nachzukommen. Seine Schwerpunkte waren Katechetik, Meditation und Gottesdienst, Homiletik und Symboldidaktik. Zusammen mit dem Schweizer Kollegen Dietrich Ritschl erhielt er für die Konzeption eines gemeinsamen Seminars Gott und das Nichts – Chaos und Schöpfung (gehalten im Wintersemester 1992/93) im Jahr 1996 den Templeton Science and Religion Course Award. Seine Vorlesungen befassten sich mit den Themen Homiletik, Praktische Theologie der Schöpfung, Religionspädagogik und für Hörer aller Fakultäten Naturwissenschaft im Horizont der Gottesfrage.

## Beschäftigung mit dem demografischen Wandel
In seinem Ruhestand befasste sich Meyer zu Uptrup über zehn Jahre lang mit dem Problem des Geburtenmangels und der fehlenden Gerechtigkeit für Familien bei den Renten. Seine jüngste Veröffentlichung Ehe und Sexualität neu sehen lernen (erschienen 2017) befasst sich ausführlich mit diesem Thema. Er bemüht sich darin um eine sozialethische und sozialpolitische Durchleuchtung der Gefahren des demografischen Wandels und um seine Ursachen. Er arbeitet heraus, dass der so genannte Generationenvertrag für jeden arbeitsfähigen Menschen zwei Pflichten enthält: erstens die Pflicht, für seine Eltern im Alter zu sorgen (Beiträge zur Rentenkasse werden nicht angelegt, sondern sogleich als Rente für die Generation der alten Eltern umgelegt). Die zweite Pflicht besteht darin, Kinder aufzuziehen, die später diese erste Pflicht auch für ihre Eltern übernehmen. Kinderlose müssen ersparte Erziehungskosten für eine eigene Alterssicherung einsetzen.
Klaus Meyer zu Uptrup ist verheiratet und lebt in Mainz.

## Veröffentlichungen (Auswahl)
- Gestalthomiletik – Wie wir heute predigen können. Stuttgart 1986, mit Werkstattheft ISBN 978-3-7668-0794-6
- Zeit mit Gott: Liturgie, Meditation und Gebet. Stuttgart 1982, ISBN 3-7984-0395-3
- Konfirmandenunterricht, aber wie? Gütersloh 1978, ISBN 978-3-579-04585-6
- Nur die halbe Wahrheit. In: Deutsches Pfarrerblatt, Heft 2, 2014, online
- Ehe und Sexualität neu sehen lernen. Zeitdiagnosen Band 36, Lit Verlag Berlin 2017, ISBN 978-3-643-13831-6